# Romain Puértolas
Romain Puértolas (Montpellier, 21 dicembre 1975) è uno scrittore francese.
La sua opera più conosciuta, L'incredibile viaggio del fachiro che restò chiuso in un armadio Ikea, è divenuto un bestseller internazionale pluripremiato e venduto in più di 36 paesi. Nell'agosto 2014 ha venduto 300 000 copie nella sola Francia, e complessivamente oltre 500 000 copie in 40 paesi.

## Biografia
Nato nel sud della Francia, è figlio unico di un colonnello dell'esercito spagnolo ed una funzionaria dell'esercito francese. Dopo aver lavorato come controllore di volo nell'aeroporto di Madrid, diventa agente della polizia di frontiera in Francia all'età di 33 anni, specializzandosi nell'esaminare documenti falsi usati nella rete dell'immigrazione illegale in Francia. Dopo il successo del suo primo libro, si è licenziato dalla polizia nel dicembre 2014 per continuare a scrivere racconti.
Nel 2008 Puertolas creò una serie di filmati (circa 60) in cui si proponeva di smascherare "maghi, illusionisti e fachiri", pubblicandoli su vari siti tra cui YouTube, Dailymotion e altri. Uno dei tanti illusionisti i cui trucchi furono esaminati, David Copperfield, criticò tali video, portando alla chiusura del profilo di Puertolas su YouTube.
Nel 2010, Puértolas ha sposato la pediatra andalusa Patricia Sierra Gutierrez, da cui ha avuto due figli, Leo ed Eva.

## L'incredibile viaggio del fachiro che restò chiuso in un armadio Ikea
Il racconto di debutto L'incredibile viaggio del fachiro che restò chiuso in un armadio Ikea (titolo originale in lingua francese: L' extraordinaire voyage du fakir qui était resté coincé dans une armoire Ikéa) fu presentato in Francia il 23 agosto 2013
Il libro racconta la storia di Ajatashatru Oghash Rathod, un fachiro di 38 anni che vive nel suo villaggio nel Rajasthan, in India e, facendo credere di possedere speciali poteri, viene pagato per volare fino a Parigi per comprare un nuovo letto di chiodi in un magazzino Ikea. Nel negozio incontra una donna francese, Marie Riviere, di cui si innamora. Decide di passare la notte nel negozio e, per non farsi scoprire dal personale di vigilanza, finisce per nascondersi dentro un armadio che però viene imballato la sera stessa e spedito nel Regno Unito. All'uscita dell'Eurotunnel, viene arrestato in compagnia di profughi sud-sudanesi ed imbarcato dalla polizia su un aereo per Barcellona. Arrivato in Spagna, incontra per caso il tassista zingaro Gustave Palourde che aveva truffato al suo arrivo in Francia, e nel tentativo di scappare nuovamente si nasconde in una grossa valigia in partenza per Roma, di proprietà di una famosa attrice. Durante il viaggio nella stiva dell'aereo, decide di cambiare stile di vita e diventare uno scrittore di successo, scrivendo il suo primo racconto sul tessuto della propria camicia. Grazie all'aiuto dell'attrice, divenuta sua amica, ottiene da un editore un contratto da 100.000 euro in contanti per pubblicare la novella. Le disavventure non finiscono: il cugino del tassista truffato cerca di ucciderlo, costringendolo a scappare a bordo di una mongolfiera che atterra su una nave mercantile diretta a Tripoli. Giunto in Libia, assiste allo sfruttamento del traffico di migranti e incontra nuovamente l'amico sud-sudanese conosciuto sul camion diretto in Inghilterra, con cui divide i soldi ricevuti per il contratto editoriale. Alla fine riesce a tornare a Parigi e a sposare Marie.
Lo stile dell'intero racconto è comico-umoristico, ma tratta anche le difficili tematiche dell'immigrazione illegale, del traffico di migranti e delle minoranze etniche.
Puertolas scrisse il suo libro in circa un mese nel 2013, volendo creare un racconto sui problemi dei migranti e sulla miseria di alcune persone nate in luoghi come il Sudan, che non hanno il diritto di andare da alcuna parte, neanche come turisti.
Il libro ha venduto più di 100 000 copie in Francia e i diritti di pubblicazione sono stati venduti in 30 paesi, divenendo il maggior successo della casa editrice "La Dilettante".
Il 12 giugno 2014, il libro di Puértolas ha ricevuto il Gran Premio Jules-Verne dall'Accademia letteraria della Bretagna e dei Paesi della Loira. Successivamente ha vinto il premio Audiolib 2014 per il miglior audiolibro e il premio Vivre Libre 2014. Inoltre è stato finalista dei premi Renaudot 2013, Renaudot des Lycéens, Méditérannée des Lycéens, Virilio, Festival Salerno Letteratura, Euregio.
Sono stati ceduti anche i diritti per la realizzazione dell'adattamento cinematografico. Il film, la cui uscita è prevista nel 2017, è diretto da dalla regista Marjane Satrapi e prevede la partecipazione di Dhanush nel ruolo del fachiro, Alexandra Daddario nel ruolo di Marie e Uma Thurman in quello dell'attrice.

## La bambina che aveva mangiato una nuvola grossa come la Tour Eiffel
Puertolas ha scritto, in appena due settimane e mezzo, un secondo libro intitolato La bambina che aveva mangiato una nuvola grossa come la Tour Eiffel (in francese: La petite fille qui avait avalé un nuage grand comme la tour Eiffel). pubblicato sempre dalla stessa casa editrice Le Dilletante e venduto in Francia dal 7 gennaio 2015 I diritti di traduzione sono stati venduti in una dozzina di paesi.

## Re-vive l'empereur!
Il 30 settembre 2015 è uscito il terzo libro di Puértolas, che racconta il ritorno in vita dell'imperatore Napoleone Bonaparte appena in tempo per salvare il mondo, proprio durante l'attentato alla sede di Charlie Hebdo a Parigi.

## Opere future
Puertolas ritiene di poter scrivere le sue opere in un tempo relativamente breve e al momento sta lavorando su cinque nuovi racconti, di cui uno in parte ambientato a New York.

## Opere
- (FR) Le Jour où Shakespeare a inventé le moonwalk, Aubagne, Groupe CCEE, 2012, ISBN 978-2-35682-090-7.
- (FR) L'OEuf d'Einstein, Publibook, 2012.
- L'incredibile viaggio del fachiro che restò chiuso in un armadio Ikea, (tradotto da Margherita Botto), Einaudi, 2013, ISBN 88-584-1314-8.
- La bambina che aveva mangiato una nuvola grossa come la Tour Eiffel, (tradotto da Margherita Botto), Einaudi, 2015, ISBN 88-06-22713-0.
- (FR) Re-vive l'empereur!, Parigi, Le Dilettante, 2015, ISBN 978-2-84263-845-0.

## Premi e riconoscimenti
- Gran Premio Jules-Verne dall'Accademia letteraria della Bretagna e dei Paesi della Loira[10]
- Audiolib 2014 per il miglior audiolibro
- Premio Vivre Libre 2014
- Premio Libro d'Europa 2014 al Festival Salerno Letteratura